# Bernard Aucouturier
Bernard Aucouturier (Tours, 8 aprile 1934) è un pedagogista, educatore, docente di educazione fisica, psicomotricista francese, fondatore e formatore della PPA (Pratica Psicomotoria Aucouturier).

## Biografia
Ultimo di quattro figli, visse la sua infanzia in un villaggio situato nelle vicinanze di Tours (Francia), capoluogo del dipartimento di Indre e Loira. I suoi genitori, che seguivano la pedagogia di Célestin Freinet, nell'infanzia lo lasciarono libero di non frequentare la scuola, di scoprire e conoscere la natura e i lavori svolti nei campi. Il padre dipingeva, praticava sport e si occupava di cinema e teatro popolare, mentre la madre era impegnata in politica; questi ebbero una grande influenza sulla sua vita personale e professionale. È sposato e padre di cinque figli.

### La formazione
Dopo il diploma di maturità intraprese gli studi universitari di Educazione Fisica all'Università d'Education Nationale. Durante gli studi s'interessò alle lezioni e teorie di Jean Le Boulch, che metteva in discussione la ginnastica svedese e l'educazione fisica in generale. Da allora cominciò a studiare i lavori di Alexander Lowen, Pierre Vayer e André Lapierre, e allo stesso tempo la psicoanalisi di Sigmund Freud, Françoise Dolto, Julián de Ajuriaguerra, Henri Wallon, Didier Anzieu, Donald Winnicott, René Spitz e la pedagogia di Maria Montessori, John Dewey, Ovide Decroly, Célestin Freinet, Anton Semenovyč Makarenko, Alexander Sutherland Neill ed altri autori. Si specializzò così nella conoscenza della psicomotricità e della comunicazione non verbale. Conseguì la Laurea ad honorem dall'Accademia di Medicina di Francia (Académie Nationale de Médecine) e il Premio di tesi del Ministero dell'Educazione Nazionale Francese. Gli studi di Educazione Fisica si rivelarono una delusione per lui, perché troppo meccanicistici e troppo "fisici". Riceve il 18 novembre 2016 la Laurea Honoris Causa presso l'Università Nazionale di Cuyo, presso Città di Mendoza in Argentina.

### La vita professionale
Fu attratto dalla pedagogia del movimento e scoprì il piacere per l'insegnamento.
Nel 1959 diventò professore di Educazione Fisica e Sportiva.
Svolse il servizio militare in Algeria rivelandosi un periodo buio della sua vita per le atrocità viste e vissute, ma fu decisivo perché suscitò in lui un grande rispetto verso le persone più fragili e verso le altre culture.
Dal 1961 cominciò ad insegnare in un liceo di Lione. Sempre dal '61 fino al '62 venne chiamato a far parte di una équipe che si occupava di bambini sordi e da quel momento, decise di svolgere a tempo pieno un'attività a servizio dei bambini in difficoltà.
Nel 1962 iniziò a lavorare presso il Centro di Rieducazione Fisica di Tours in cui si dedicò ai bambini che presentavano disturbi morfologici e funzionali o, in certi casi, gravi disturbi del comportamento. Dall'anno seguente ebbe inizio la sperimentazione che gradualmente lo porterà a concepire la Pratica Psicomotoria in campo educativo, preventivo e d'aiuto terapeutico. Il Centro cambia per due volte il nome: nel 1970 diventa Centro di Educazione Fisica Specializzata e nel 1985 Centro di Pratica Psicomotoria restando sotto la direzione del Prof. Bernard Aucouturier sino al 1996; dal 1964 svolge l'attività di docente-formatore presso il Centro Infanzia Inadattata di Tours per la formazione di Rieducatori della Psicomotricità per conto del Ministero dell'Educazione Nazionale Francese. Comincia così il lavoro di ricercatore, clinico e terapeuta dell'Aiuto Psicomotorio.
Dal 1970 al 1973 si impegna in un particolare intervento di Aiuto Psicomotorio Terapeutico con Bruno, ragazzo cerebroleso e con assenza di linguaggio, riportato nel libro Bruno: psychomotricité et thérapie del 1977.
Dal 1986 fino al 2010 è stato Presidente Fondatore dell'As.E.E.Fo.P. (Associazione Europea delle Scuole di Formazione alla Pratica Psicomotoria) e Formatore alla P.P.A., Relatore e Docente nelle Scuole di Formazione riconosciute dall'As.E.E.Fo.P. in Italia, Belgio, Spagna, Portogallo, Germania, Francia e America del Sud.
Dal 30 gennaio 2009 è Fondatore della “Pratica Psicomotoria Aucouturier” (atto di registrazione nº 7562556).
Dal 26 settembre 2010 è Presidente Fondatore dell'E.I.A. (Ecole Internationale Aucouturier) nella quale svolge attività come docente, relatore e formatore alla P.P.A. in Francia, Belgio, Italia, Spagna, Portogallo, Argentina, Canada (Québec), Messico, Perù, Cile e Sud Africa. Oggi la Pratica Psicomotoria Aucouturier può essere esercitata solo da operatori specializzati e riconosciuti dall'E.I.A.
Il 9 novembre 2012 viene dedicata a suo nome la Scuola Statale dell'Infanzia di Rorai Piccolo di Porcia (PN), da parte dell'Istituto Comprensivo di Porcia. Oltre alla sua consueta presenza sul territorio italiano, negli ultimi anni è stato spesso invitato a sostenere lezioni presso l'Università degli Studi di Milano-Bicocca.